# كريستوفر فون دونا
كريستوفر فون دونا هو مترجم وكاتب وسياسي فرنسي، ولد في 27 يونيو 1583 في موراغ في بولندا، وتوفي في 1 يوليو 1637 في أورانج، فوكلوز في فرنسا.